# Epepeotes ceramensis
Epepeotes ceramensis là một loài bọ cánh cứng trong họ Cerambycidae.